# آلنتون (ویسکانسین)
آلنتون (به انگلیسی: Allenton) یک منطقهٔ مسکونی در ایالات متحده آمریکا است که در ادیسون، ویسکانسین واقع شده‌است. آلنتون ۲۹۱٫۹۹۸ متر بالاتر از سطح دریا واقع شده‌است.